# Pensacolini
Pensacolini è una tribù di ragni appartenente alla sottofamiglia Euophryinae della famiglia Salticidae dell'ordine Araneae della classe Arachnida.

## Distribuzione
I cinque generi oggi noti di questa tribù sono diffusi in America centrale e meridionale, e un solo genere, Pellolessertia, è stato rinvenuto in Africa centrale.

## Tassonomia
A dicembre 2010, gli aracnologi riconoscono cinque generi appartenenti a questa tribù:
- Compsodecta Simon, 1903 — America centrale, Indie Occidentali (6 specie)
- Paradecta Bryant, 1950 — Giamaica (4 specie)
- Pellolessertia Strand, 1929 — Africa centrale (1 specie)
- Pensacola Peckham & Peckham, 1885 — America centrale e meridionale (15 specie)
- Pensacolops Bauab, 1983 — Brasile (1 specie)